# Frontera entre Sudán y la República Centroafricana
La frontera entre la República Centroafricana y la República del Sudán es el límite internacional que separa ambos países. Tiene 483 km de longitud. Sufrió una reducción de la longitud después de la independencia del Sudán del Sur en 2011.

## Historia
La República Centroafricana constituía el antiguo territorio francés de Ubangui-Chari (1905), que en 1910 fue juntado con Gabón y el Congo Francés, para formar la colonia de África Ecuatorial Francesa. En 1960 logró su independencia. Por su parte, el Sudán fue muy disputado entre el Reino de Egipto y el Imperio británico en el siglo XIX, por lo que durante la primera mitad del siglo XX fue un dominio compartido por ambos países (Sudán Angloegipcio) hasta su independencia en 1958.
Cuando en 2011 se produjo la secesión de Sudán del Sur se redujo la frontera con Sudán de los 1.165 kilómetros iniciales a los 483 actuales. Se trata de una zona de conflicto, sobre todo en la parte de la triple frontera con Chad y con los rebeldes sudaneses del Darfur.